# Liste von Kraftwerken im Vereinigten Königreich

Stromerzeugung nach Energieträger

Die Kraftwerke im Vereinigten Königreich werden sowohl auf einer Karte als auch in Tabellen (mit Kennzahlen) dargestellt. Die Liste ist nicht vollständig.

## Installierte Leistung und Jahreserzeugung
Im Jahr 2016 lag das Vereinigte Königreich bezüglich der jährlichen Erzeugung mit 318,2 TWh an Stelle 12 und bezüglich der installierten Leistung mit 97,06 GW an Stelle 13 in der Welt. Der Elektrifizierungsgrad lag 2016 bei 100 %. Das Vereinigte Königreich war 2016 ein Nettoimporteur von Elektrizität; es exportierte 2,2 TWh und importierte 19,7 TWh.

## Karte
| West Burton |

| Pembroke |

| Cottam |

| Ratcliffe |

| Drax |

| Fiddler’s Ferry |

| Eggborough |

| Staythorpe |

| Aberthaw |

| Didcot |

| CQ |

| Grain |

| Ballylumford |

| SHB |

| Imm |

| Saltend |

| Peterhead |

| Seabank |

| Rugeley |

| Langage |

| Dungeness |

| Hartlepool |

| Heysham |

| Hinkley Point |

| Sizewell |

| Hunterston |

| Torness |

| London Array |

| Gwynt y Môr |

| Gr. Gabbard |

| Whitelee |

| West of Duddon Sands |

| Walney |

| Dinorwig |

| Cruachan |

| Ffestiniog |

## Kalorische Kraftwerke
In der Tabelle sind nur Kraftwerke mit einer installierten Leistung größer 500 MW aufgeführt.
Das Vereinigte Königreich hat einen Kapazitätsmarkt eingeführt, um derzeit unrentable Kohle- und Gaskraftwerke als Kaltreserve erhalten zu können.
| Name des Kraftwerks | Inst. Leistung (MW) | Brennstoff | Status                                                          |
| ------------------- | ------------------- | ---------- | --------------------------------------------------------------- |
| Drax                | 2.640               | Biomasse   | in Betrieb, Kohleblöcke Stillgelegt (5. März 2021)              |
| Longannet           | 2.400               | Kohle      | Stillgelegt (24. März 2016)                                     |
| Pembroke            | 2.269               | Erdgas     | in Betrieb                                                      |
| West Burton A       | 2.012               | Kohle      | Stillgelegt (31. März 2023)                                     |
| Cottam              | 2.008               | Kohle      | Stillgelegt (30. September 2019)                                |
| Ratcliffe-on-Soar   | 2.000               | Kohle      | Stillgelegt (30. September 2024)                                |
| Fiddler’s Ferry     | 1.961               | Kohle      | Stillgelegt (31. März 2020)                                     |
| Eggborough          | 1.960               | Kohle      | Stillgelegt (23. März 2018)                                     |
| Staythorpe          | 1.792               | Erdgas     | in Betrieb                                                      |
| Aberthaw            | 1.586               | Kohle      | Stillgelegt (31. März 2020)                                     |
| Didcot              | 1.570               | Erdgas     | in Betrieb                                                      |
| Connah’s Quay       | 1.380               | Erdgas     | in Betrieb                                                      |
| Grain               | 1.365               | Erdgas     | in Betrieb                                                      |
| West Burton B       | 1.332               | Erdgas     | in Betrieb                                                      |
| Ballylumford        | 1.316               | Erdgas     | in Betrieb                                                      |
| South Humber Bank   | 1.310               | Erdgas     | in Betrieb                                                      |
| Immingham           | 1.240               | Erdgas     | in Betrieb                                                      |
| Saltend             | 1.200               | Erdgas     | in Betrieb                                                      |
| Peterhead           | 1.180               | Erdgas     | in Betrieb                                                      |
| Seabank             | 1.145               | Erdgas     | in Betrieb                                                      |
| Rugeley             | 1.006               | Kohle      | Stillgelegt (8. Juni 2016)                                      |
| Langage             | 905                 | Erdgas     | in Betrieb                                                      |
| Killingholme        | 900                 | Erdgas     | ein Block stillgelegt, Schließung des zweiten angekündigt       |
| Marchwood           | 898                 | Erdgas     | in Betrieb                                                      |
| Spalding            | 880                 | Erdgas     | in Betrieb                                                      |
| Severn Power        | 850                 | Erdgas     | in Betrieb                                                      |
| Sutton Bridge       | 819                 | Erdgas     | in Betrieb                                                      |
| Rocksavage          | 810                 | Erdgas     | in Betrieb                                                      |
| Damhead Creek       | 805                 | Erdgas     | in Betrieb                                                      |
| Coryton             | 800                 | Erdgas     | in Betrieb                                                      |
| Keadby              | 755                 | Erdgas     | in Betrieb                                                      |
| Little Barford      | 749                 | Erdgas     | in Betrieb                                                      |
| Medway              | 735                 | Erdgas     | in Betrieb                                                      |
| Rye House           | 715                 | Erdgas     | in Betrieb                                                      |
| Kilroot             | 540                 | Kohle / Öl | Stillgelegt (30. September 2023) 2 × 350 MW Erdgasblöcke im Bau |
| Baglan Bay          | 520                 | Erdgas     | in Betrieb                                                      |
| Deeside             | 515                 | Erdgas     | in Betrieb                                                      |

## Kernkraftwerke
| Name des Kraftwerks | Inst. Leistung (MW) | Typ                | Status     |
| ------------------- | ------------------- | ------------------ | ---------- |
| Hartlepool          | 1.180               | AGR                | in Betrieb |
| Heysham             | 2.385               | AGR                | in Betrieb |
| Sizewell            | 1.198               | Druckwasserreaktor | in Betrieb |
| Torness             | 1.185               | AGR                | in Betrieb |

## Wasserkraftwerke
| Name des Kraftwerks | Inst. Leistung (MW) | Gewässer                       | Status     |
| ------------------- | ------------------- | ------------------------------ | ---------- |
| Dinorwig            | 1.728               | ehemaliger Dinorwic-Steinbruch | in Betrieb |
| Cruachan            | 440                 | Loch Awe                       | in Betrieb |
| Ffestiniog          | 360                 | Llyn Stwlan/Tanygrisiau        | in Betrieb |

1. 1 2 3  Es handelt sich um ein Pumpspeicherkraftwerk.

## Windkraftanlagen
Ende 2024 waren für das Vereinigte Königreich Windkraftanlagen (WKA) mit einer installierten Leistung von 31.636 MWin Betrieb (2022: 28.493 MW). 2024 befanden sich Anlagen mit einer Leistung von 15.703 MW an Land (49,6 %) und 15.933 MW waren offshore (50,4 %). 2024 deckte Windenergie 30 % des britischen Strombedarfs (2022: 28 %, 2023: 29 %).

### Onshore-Windparks
| Name des Windparks | Inst. Leistung (MW) | Anzahl | Status     |
| ------------------ | ------------------- | ------ | ---------- |
| Whitelee           | 539                 | 215    | in Betrieb |

### Offshore-Windparks
Die Liste von Offshore-Windparks im Vereinigten Königreich enthält die Offshore-Windparks in der Ausschließlichen Wirtschaftszone des Vereinigten Königreichs sowie die Offshore-Windparks in unmittelbarer Küstennähe.
Die Liste ist nach Gewässern geordnet. Innerhalb der einzelnen Kategorien sind die Windparks zunächst in betriebene, in Bau befindliche und geplante Windparks gegliedert. Anschließend sind die Windparks nach ihrem (geplanten) Fertigstellungsdatum und danach alphabetisch geordnet. Anlagen, die mit einem * gekennzeichnet sind, befinden sich in unmittelbarer Nähe zur Küste und werden daher auch near-shore-Anlagen genannt.
| Name                                   | Leistung (MW) | Windkraftanlagentyp (Leistung, Rotordurchmesser)                                          | Anzahl WKAs | Koordinaten                 | Status             | Inbetriebnahme (Jahr) | Quellen, Anmerkungen                                                                                   |
| -------------------------------------- | ------------- | ----------------------------------------------------------------------------------------- | ----------- | --------------------------- | ------------------ | --------------------- | --- |
| Ärmelkanal                             |               |                                                                                           |             |                             |                    |                       | |
| Rampion                                | 400           | Vestas V112-3.45 (3,45 MW, 112,0 m)                                                       | 116         | 50° 40′ 12″ N, 0° 16′ 37″ W | in Betrieb         | 2018                  | |
| Irische See                            |               |                                                                                           |             |                             |                    |                       | |
| North Hoyle                            | 60            | Vestas V80-2.0 (2,0 MW, 80,0 m)                                                           | 30          | 53° 23′ 27″ N, 3° 27′ 9″ W  | in Betrieb         | 2003                  | |
| Barrow                                 | 90            | Vestas V90-3.0 (3,0 MW, 90,0 m)                                                           | 30          | 53° 59′ 0″ N, 3° 17′ 0″ W   | in Betrieb         | 2006                  | |
| Burbo Bank * (Phase 1)                 | 90            | Siemens SWT-3.6-107 (3,6 MW, 107,0 m)                                                     | 25          | 53° 29′ 17″ N, 3° 11′ 13″ W | in Betrieb         | 2007                  | |
| Rhyl Flats                             | 90            | Siemens SWT-3.6-107 (3,6 MW, 107,0 m)                                                     | 25          | 53° 23′ 16″ N, 3° 40′ 15″ W | in Betrieb         | 2009                  | |
| Robin Rigg                             | 180           | Vestas V90-3.0 (3,0 MW, 90,0 m)                                                           | 60          | 54° 45′ 0″ N, 3° 43′ 0″ W   | in Betrieb         | 2010                  | |
| Ormonde                                | 152,4         | REpower 5M (5,08 MW, 126,5 m)                                                             | 30          | 54° 6′ 0″ N, 3° 24′ 0″ W    | in Betrieb         | 2011                  | |
| Walney (Phasen 1 und 2)                | 367           | 51 × Siemens SWT-3.6-107 (3,6 MW, 107,0 m) 51 × Siemens SWT-3.6-120 (3,6 MW, 120,0 m)     | 102         | 54° 2′ 38″ N, 3° 31′ 19″ W  | in Betrieb         | 2011                  | |
| West of Duddon Sands                   | 389           | Siemens SWT-3.6-120 (3,6 MW, 120,0 m)                                                     | 108         | 53° 59′ 2″ N, 3° 27′ 50″ W  | in Betrieb         | 2014                  | |
| Gwynt y Môr                            | 576           | Siemens SWT-3.6-107 (3,6 MW, 107,0 m)                                                     | 160         | 53° 27′ 0″ N, 3° 35′ 0″ W   | in Betrieb         | 2015                  | offizielle Inbetriebnahme im Juni 2015, erste Turbinen seit August 2013                                |
| Burbo Bank (Phase 2)                   | 256           | MHI Vestas V164-8.0 MW (8,0 MW, 164,0 m)                                                  | 32          | 53° 28′ 59″ N, 3° 16′ 23″ W | in Betrieb         | 2017                  | |
| Walney (Phasen 3 und 4)                | 659           | 40 × MHI Vestas V164-8.0 MW (8,25 MW, 164,0 m) 47 × Siemens SWT-7.0-154 (7,0 MW, 154,0 m) | 87          | 54° 5′ 13″ N, 3° 44′ 13″ W  | in Betrieb         | 2018                  | |
| Nordsee                                |               |                                                                                           |             |                             |                    |                       | |
| Blyth *                                | 4             | Vestas V66-2.0 (2,0 MW, 66,0 m)                                                           | 2           | 55° 8′ 10″ N, 1° 29′ 24″ W  | außer Betrieb      | 2000                  | im April 2019 zurückgebaut                                                                             |
| Scroby Sands *                         | 60            | Vestas V80-2.0 (2,0 MW, 80,0 m)                                                           | 30          | 52° 38′ 42″ N, 1° 47′ 13″ O | in Betrieb         | 2004                  | |
| Kentish Flats (Phase 1)                | 90            | Vestas V90-3.0 (3,0 MW, 90,0 m)                                                           | 30          | 51° 27′ 36″ N, 1° 5′ 24″ O  | in Betrieb         | 2005                  | |
| Beatrice (Demonstrator)                | 10,16         | REpower 5M (5,08 MW, 126,5 m)                                                             | 2           | 58° 5′ 53″ N, 3° 4′ 41″ W   | in Betrieb         | 2007                  | |
| Lynn and Inner Dowsing *               | 194           | Siemens SWT-3.6-107 (3,6 MW, 107,0 m)                                                     | 54          | 53° 8′ 10″ N, 0° 27′ 29″ O  | in Betrieb         | 2008                  | |
| Thanet                                 | 300           | Vestas V90-3.0 (3,0 MW, 90,0 m)                                                           | 100         | 51° 25′ 30″ N, 1° 37′ 3″ O  | in Betrieb         | 2010                  | |
| Sheringham Shoal                       | 317           | Siemens SWT-3.6-107 (3,6 MW, 107,0 m)                                                     | 88          | 53° 8′ 6″ N, 1° 8′ 49″ O    | in Betrieb         | 2011                  | |
| Greater Gabbard                        | 504           | Siemens SWT-3.6-107 (3,6 MW, 107,0 m)                                                     | 140         | 51° 52′ 48″ N, 1° 56′ 24″ O | in Betrieb         | 2012                  | |
| London Array (Phase 1)                 | 630           | Siemens SWT-3.6-120 (3,6 MW, 120,0 m)                                                     | 175         | 51° 38′ 0″ N, 1° 33′ 0″ O   | in Betrieb         | 2012                  | |
| Lincs                                  | 270           | Siemens SWT-3.6-120 (3,6 MW, 120,0 m)                                                     | 75          | 53° 11′ 0″ N, 0° 29′ 0″ O   | in Betrieb         | 2013                  | |
| Teesside *                             | 62            | Siemens SWT-2.3-93 (2,3 MW, 93,0 m)                                                       | 27          | 54° 39′ 0″ N, 1° 6′ 0″ W    | in Betrieb         | 2013                  | |
| Gunfleet Sands (Phasen 1-3)            | 184           | 48 × Siemens SWT-3.6-107 (3,6 MW, 107,0 m) 2 × Siemens SWT-6.0-120 (6,0 MW, 120,0 m)      | 50          | 51° 43′ 48″ N, 1° 13′ 44″ O | in Betrieb         | 2013                  | |
| Humber Gateway                         | 219           | Vestas V112-3.0 (3,0 MW, 112,0 m)                                                         | 73          | 53° 38′ 38″ N, 0° 17′ 35″ O | in Betrieb         | 2015                  | |
| Westermost Rough                       | 210           | Siemens SWT-6.0-154 (6,0 MW, 154,0 m)                                                     | 35          | 53° 48′ 18″ N, 0° 8′ 56″ O  | in Betrieb         | 2015                  | |
| Kentish Flats (Phase 2)                | 49,5          | Vestas V112-3.3 (3,3 MW, 112,0 m)                                                         | 15          | 51° 27′ 36″ N, 1° 5′ 24″ O  | in Betrieb         | 2016                  | |
| Dudgeon                                | 402           | Siemens SWT-6.0-154 (6,0 MW, 154,0 m)                                                     | 67          | 53° 16′ 0″ N, 1° 23′ 0″ O   | in Betrieb         | 2017                  | |
| Aberdeen Bay                           | 93,2          | 9 × MHI Vestas V164-8.0 MW (8,4 MW, 164,0 m) 2 × MHI Vestas V164-8.0 MW (8,8 MW, 164,0 m) | 11          | 57° 13′ 30″ N, 1° 59′ 35″ W | in Betrieb         | 2018                  | European Offshore Wind Deployment Centre (EOWDC)                                                       |
| Blyth (Demonstrator)                   | 41,5          | MHI Vestas V164-8.0 MW (8,3 MW, 164,0 m)                                                  | 5           | 55° 9′ 58″ N, 1° 22′ 8″ W   | in Betrieb         | 2018                  | |
| Galloper                               | 352,8         | Siemens SWT-6.0-154 (6,3 MW, 154,0 m)                                                     | 56          | 51° 53′ 31″ N, 2° 2′ 2″ O   | in Betrieb         | 2018                  | |
| Race Bank                              | 573,3         | Siemens SWT-6.0-154 (6,3 MW, 154,0 m)                                                     | 91          | 53° 16′ 33″ N, 0° 50′ 27″ O | in Betrieb         | 2018                  | |
| Beatrice                               | 588           | Siemens SWT-7.0-154 (7,0 MW, 154,0 m)                                                     | 84          | 58° 15′ 14″ N, 2° 50′ 38″ W | in Betrieb         | 2019                  | |
| East Anglia ONE                        | 714           | Siemens SWT-7.0-154 (7,0 MW, 154,0 m)                                                     | 102         | 52° 14′ 2″ N, 2° 28′ 40″ O  | in Betrieb         | 2020                  | |
| Hornsea (Project One)                  | 1218          | Siemens SWT-7.0-154 (7,0 MW, 154,0 m)                                                     | 174         | 53° 53′ 6″ N, 1° 47′ 28″ O  | in Betrieb         | 2020                  | |
| Triton Knoll                           | 855           | MHI Vestas V164-9.5 MW (9,5 MW, 164,0 m)                                                  | 90          | 53° 28′ 44″ N, 0° 50′ 13″ O | in Betrieb         | 2022                  | [ 14 ]                                                                                                 |
| Moray East (Eastern Development Area)  | 950           | MHI Vestas V164-9.5 MW (9,5 MW, 164,0 m)                                                  | 100         | 58° 11′ 17″ N, 2° 43′ 12″ W | in Betrieb         | 2022                  | 07. April 2022: Vollbetrieb möglich                                                                    |
| Hornsea (Project Two)                  | 1386          | Siemens Gamesa SG 8.0-167 DD (8,4 MW, 167,0 m)                                            | 165         | 53° 56′ 24″ N, 1° 41′ 13″ O | in Betrieb         | 2022                  | seit August 2022 im Vollbetrieb                                                                        |
| Seagreen (Phase 1)                     | 1083          | MHI Vestas V174-9.5 MW (9,5 MW, 174,0 m)                                                  | 114         | 56° 35′ 31″ N, 1° 44′ 28″ W | in Betrieb         | 2023                  | 17. Oktober 2023: Vollbetrieb                                                                          |
| Neart na Gaoithe                       | 453,6         | Siemens Gamesa SG 8.0-167 DD (8,4 MW, 167,0 m)                                            | 54          | 56° 16′ 5″ N, 2° 15′ 0″ W   | in Bau             | (2024)                | 21. Juli 2023: erste Windkraftanlage installiert; 24. Oktober 2023: alle (54+2) Gründungen installiert |
| Moray West (Western Development Area)  | 882           | Siemens Gamesa SG 14-222 DD (14,7 MW, 222,0 m)                                            | 60          | 58° 2′ 42″ N, 3° 0′ 25″ W   | in Bau             | (2025)                | 5. Oktober 2023: eine von 60 Gründungen installiert                                                    |
| Dogger Bank (Phasen A und B)           | 2470          | GE Haliade-X 13 MW (13,0 MW, 218,0 m)                                                     | 190         | 54° 46′ 8″ N, 1° 54′ 29″ O  | in Teilbetrieb     | (2024)                | seit 10. Oktober 2023: in Teilbetrieb                                                                  |
| Dogger Bank (Phase C)                  | 1218          | GE Haliade-X 14 MW (14,0 MW, 218,0 m)                                                     | 87          | 55° 2′ 20″ N, 2° 49′ 19″ O  | in Bauvorbereitung | (2026)                | 2. Dezember 2021: endgültige Investitionsentscheidung getroffen; Baubeginn für 2024 vorgesehen         |
| Sofia                                  | 1400          | Siemens Gamesa SG 14.0-222 DD (14,0 MW, 222,0 m)                                          | 100         | 54° 59′ 20″ N, 2° 13′ 41″ O | in Bauvorbereitung | (2026)                | 24. März 2021: endgültige Investitionsentscheidung getroffen, Baubeginn für 2023 vorgesehen            |
| Forthwind * (Demonstrator)             | 12            | 2-B Energy 2B6 (6,0 MW, 140,6 m)                                                          | 2           | 56° 10′ 5″ N, 3° 0′ 50″ W   | in Planung         | (2023)                | 20. September 2019: CIERCO erhält Zuschlag bei Ausschreibung                                           |
| East Anglia Hub                        | 3100          |                                                                                           |             | 52° 39′ 50″ N, 2° 50′ 46″ O | in Planung         | (2026)                | Baubeginn für 2022 vorgesehen                                                                          |
| Hornsea (Project Three)                | 2400          | Siemens                                                                                   |             | 53° 52′ 23″ N, 2° 32′ 13″ O | in Planung         | (2027)                | 7. Juli 2022: Ørsted erhält Zuschlag bei Ausschreibung                                                 |
| Hornsea (Project Four)                 | 1000          | Siemens                                                                                   |             | 54° 2′ 17″ N, 1° 16′ 16″ O  | in Planung         |                       | |
| Norfolk Vanguard                       | 1800          | Siemens Gamesa SG 14.0-236 DD (15,0 MW, 236,0 m)                                          | 120         | 52° 52′ 5″ N, 2° 41′ 17″ O  | in Planung         | (2026)                | |
| Norfolk Boreas                         | 1800          | Siemens Gamesa SG 14.0-236 DD (15,0 MW, 236,0 m)                                          | 120         | 53° 2′ 24″ N, 2° 56′ 2″ O   | in Planung         | (2027)                | 7. Juli 2022: Vattenfall erhält Zuschlag für 1396 MW bei Ausschreibung                                 |
| Seagreen (Phase 2 – Charlie und Delta) | 1820          |                                                                                           |             | 56° 22′ 12″ N, 1° 31′ 16″ W | in Planung         |                       | |
| Seagreen (Phase 3 – Foxtrot und Golf)  | 1200          |                                                                                           |             | 56° 22′ 19″ N, 1° 45′ 25″ W | in Planung         |                       | |